# Rampart Scandal
The Rampart Scandal is een van de grootste gevallen van wangedrag bij de politie in de geschiedenis van de Verenigde Staten van Amerika.
Het schandaal bestond uit corruptie in de anti-gang-eenheid van de Rampart-afdeling van de politie van Los Angeles (LAPD), de CRASH (Community Resources Against Street Hoodlums). Rond 1997 werd bekend dat meer dan 70 agenten van deze CRASH-eenheid betrokken waren bij wangedrag. Deze agenten waren onder andere schuldig aan schieten zonder goede aanleiding, onnodig gebruik van geweld, bewijsmateriaal veranderen, getuigen bedreigen, het stelen van en handelen in drugs, bankroof, meineed, en het bewijsmateriaal van deze delicten verwijderen.
Dit schandaal is ook bekend in de muziekcultuur omdat van veel van de betrokken agenten later bekend werd dat ze op de loonlijst stonden van Marion "Suge" Knight, eigenaar van platenmaatschappij Death Row Records. Hij is een ex-gedetineerde die betrokken is bij de Bloods-gang. Bovendien werden CRASH-agenten Nino Durden, Rafael Pérez en David Mack verantwoordelijk gehouden voor de moord op hiphop-artiest Notorious B.I.G. in 1997.
In mei 2001 werd er een onderzoek gestart naar 58 agenten van de Rampart CRASH-eenheid. Twaalf van hen werden geschorst, zeven namen ontslag en vijf werden ontslagen. Omdat die agenten bewijzen veranderd hadden en meineed hadden gepleegd, werden 106 veroordelingen teruggedraaid. Het schandaal had ook tot gevolg dat commissaris Bernard Parks niet opnieuw gekozen werd door de burgemeester. De gehele omvang van het Rampart Scandal is vandaag de dag nog niet bekend. Er zijn nog verscheidene moorden en berovingen waarbij CRASH-agenten betrokken zijn en die nog steeds niet opgelost zijn.

## Geschiedenis
Het eerste incident vond plaats op 18 maart 1997 toen Frank Lyga, undercoveragent van de LAPD, Kevin Gaines, CRASH-agent buiten dienst, doodschoot. Dit heeft veel opschudding veroorzaakt omdat een blanke agent - Lyga - een zwarte agent - Gaines - doodschoot. Lyga verklaarde later dat Gaines hem bedreigd had met een geweer en dat het zelfverdediging was. Hij zei dat Gaines eruitzag als een bendelid. Later werd bekend dat Gaines ingehuurd was door Marion Knight als beveiliging. Lyga werd niet vervolgd omdat onderzoek uitwees dat de actie van Lyga gerechtvaardigd was. De familie van Gaines nam advocaat Johnnie Cochran in de arm om de stad aan te klagen. Ze hielden er 250.000 dollar schadevergoeding aan over.
Niet veel later, op 6 november 1997, vond er een bankroof plaats in een Bank of America-filiaal in Los Angeles. De rechercheurs die de zaak onderzochten, verdachten direct Errolyn Romero, assistent-manager van de bank. Zij had tien minuten voor de overval veel meer contant geld laten bezorgen dan nodig was. Een maand later bekende ze dat ze had bijgedragen aan de overval maar dat haar vriend David Mack, agent van de CRASH-eenheid, het brein achter de roof was. Mack werd gearresteerd en veroordeeld tot veertien jaar en drie maanden in de federale gevangenis. Hij weigerde de bergplaats van het geld te vertellen maar hij zei wel dat hij banden had met de Bloods die weer banden hadden met Death Row Records. De rechercheurs ontdekten dat Mack twee dagen na de overval samen met Rafael Pérez en nog iemand, beiden CRASH-agenten, een weekend in Las Vegas was geweest en daar duizenden dollars uitgegeven had.
Op 26 februari 1998 bracht CRASH-agent Brian Hewitt bendelid Ismael Jimenez naar het Rampart-politiebureau voor ondervraging. Naar verluidt heeft Hewitt de geboeide Jimenez daar mishandeld. Nadat Jimenez vrijgelaten was, is hij naar het ziekenhuis gegaan. Artsen hebben de LAPD ingelicht over zijn verwondingen. Het daaropvolgende onderzoek heeft geleid tot ontslag van Hewitt en agent Ethan Cohan, die wist van de mishandeling maar het niet gemeld had. Jimenez kreeg uiteindelijk een schadevergoeding van 231.000 dollar.
Ongeveer een maand later op 27 maart 1998 werd ontdekt dat drie kilo cocaïne gestolen was uit de bewijzenopslag van de LAPD. Rechercheurs die de zaak onderzochten kwamen al gauw uit bij Rafael Pérez, lid van de Rampart CRASH-eenheid.
Agenten die werkten voor Death Row Records, bankovervallen en het stelen van cocaïne waren aanleiding tot het oprichten van een speciaal onderzoeksteam genaamd het Rampart Corruption Task Force. Dit team richtte zich speciaal op het vervolgen van Rafael Pérez.
Tijdens dit onderzoek werd bekend dat er nog eens twee kilo cocaïne miste. Deze drugs waren allemaal in beslag genomen en opgeslagen onder de naam van Frank Lyga, die Kevin Gaines doodgeschoten had. Men dacht dat Pérez expres drugs gestolen en opgeslagen had onder de naam van Lyga als vergelding voor de dood van Gaines.

## Gevolgen
Op 25 augustus 1998 werd Pérez gearresteerd. Hij dacht zelf dat het om de bankoverval van 6 november 1997 ging maar dat was niet zo. Het ging om de vijf kilo gestolen en later verkochte drugs. In december 1998 werd Pérez aangeklaagd wegens bezit en verkoop van drugs, diefstal en valsheid in geschrifte. Na vijf dagen van overleg kon de jury niet tot een oordeel komen. Nog voordat Pérez opnieuw aangeklaagd kon worden, werd ontdekt dat er nog meer drugs gestolen en vervangen waren door bakmeel. 
Ongeveer een jaar later, in september 1999, besloten de aanklagers en Pérez een deal te sluiten waarin hij schuld bekende en verklaarde belastende informatie te geven over andere CRASH-agenten die betrokken waren bij illegale activiteiten. Pérez kreeg hiervoor vijf jaar cel in plaats van acht jaar en de vrijstelling van verdere vervolging van wangedrag behalve moord. Tijdens zijn bekentenissen vertelde Pérez hoe hij en zijn partner Nino Durden bendelid Javier Ovando beschoten en bedrogen hadden. Ovando was dankzij Pérez en Durden verlamd en hij zat in de gevangenis wegens bedreigen van de twee agenten. Niet veel later werd de veroordeling ingetrokken door de rechter. In totaal heeft Pérez zeventig agenten beschuldigd. De beschuldigingen liepen uiteen van ongerechtvaardigd schieten tot bier drinken onder werktijd. Hierna werden ongeveer 100 veroordelingen vernietigd.
Op 3 maart 2000 werd de CRASH-eenheid ontbonden. Commissaris Bernard Parks kondigde aan een nieuwe anti-gang-eenheid op te richten. De training voor deze eenheid werd verbeterd en het werd moeilijker aangenomen te worden. Ook werd er meer toezicht op de agenten gehouden.
Ook CRASH-agent Nino Durden werd gearresteerd. Op 28 juli 2000 werd hij beschuldigd van poging tot moord, meineed en valsheid in geschrifte. Hij ontkende schuld.
Op 19 september 2000 besloot de gemeenteraad van Los Angeles dat de LAPD voor een periode van vijf jaar onder toezicht komt te staan van het Ministerie van Justitie. Rond diezelfde tijd klaagde rechercheur Russell Poole de stad en commissaris Parks aan. Poole heeft de dood van Kevin Gaines onderzocht en was later lid van de Rampart Corruption Task Force. Hij beweerde dat commissaris Parks hem niet toestond om de corruptie binnen de Rampart-afdeling en de criminele activiteiten van CRASH-agenten Gaines en Mack volledig te onderzoeken. Ook zei Poole dat Parks hem niet toeliet om te onderzoeken of Pérez en Mack medeplichtig waren aan de moord op hiphopartiest Notorious B.I.G. (Christopher Wallace). Pérez had namelijk verklaard dat hij en Mack meegewerkt hadden aan de moord op de artiest. Zowel Pérez als Mack had dienst in de nacht van de moord en ze waren gezien op de plaats van de moord. Commissaris Parks ontkende dat hij Poole had tegengewerkt en verklaarde dat ook hij zijn uiterste best deed om de gehele omvang van de corruptie aan het licht te brengen.
Na de beschuldigingen van Pérez volgden veel rechtszaken. De eerste was op 4 oktober 2000. Toen stonden Edward Ortiz, Brian Liddy, Paul Harper en Michael Buchanan, allemaal CRASH-agenten, terecht wegens onder andere meineed, onnodige arrestaties en valsheid in geschrifte. Pérez getuigde niet tijdens het proces omdat er getwijfeld werd aan zijn geloofwaardigheid. Ortiz, Liddy en Buchanan werden schuldig bevonden aan samenzwering, belemmering van de rechtsgang en valsheid in geschrifte. Harper werd vrijgesproken van alle beschuldigingen.
De grootste schikking in een wangedragrechtszaak vond plaats op 21 november 2000. In die rechtszaak kreeg Javier Ovando een schadevergoeding van 15 miljoen dollar. Nog 29 andere zaken werden geschikt voor een gezamenlijk bedrag van bijna 11 miljoen dollar. In totaal werden naar aanleiding van het Rampart Scandal 140 zaken geschikt voor een geschat bedrag van 125 miljoen dollar.
Op 22 december 2000 werd de veroordeling van voormalig CRASH-agenten Ortiz, Liddy en Buchanan weer vernietigd. Uit een serie hoorzittingen bleek namelijk dat de juryleden hun beslissing gebaseerd hadden op een uitspraak die niet in het proces naar voren was gekomen. Daarom vond opperrechte Jacqueline Connor dat de uitspraak niet eerlijk was.
Later werden nog drie Rampart-agenten aangeklaagd wegens mishandeling van twee bendeleden en valsheid in geschrifte. Twee van de drie verklaarden bereid te zijn mee te werken met het onderzoek. Voormalig partner van Rafael Pérez, Nino Durden, sloot ook een deal waarbij hij schuld bekende aan ten minste tien beschuldigingen. Hij kreeg in ruil hiervoor een gevangenisstraf van zeven jaar. Naast de schuldbekentenissen moest hij meer informatie geven om Pérez ook veroordeeld te krijgen voor de mishandeling van Javier Ovando. In juli 2004 werd Pérez vrijgelaten nadat hij twee jaar in de gevangenis had gezeten, maar in december van dat jaar werd hij opnieuw veroordeeld wegens het schenden van Ovando’s burgerrechten en het dragen van een vuurwapen zonder serienummer. Hij kreeg twee jaar cel in de federale gevangenis.
De gevolgen van het schandaal waren groot. Het vertrouwen in de LAPD was na de Watts-rellen en de Rodney King-rellen al erg laag en dit corruptieschandaal heeft het helemaal naar een dieptepunt geholpen. Ook is de criminaliteit erg gestegen. Het aantal bendeleden is erg gegroeid omdat er nu geen politie-eenheid meer is die zich speciaal bezighoudt met bendes.